# フレデリック・ウィリアム・ストレンジ
フレデリック・ウィリアム・ストレンジ（Frederick William Strange、1853年10月29日 - 1889年7月5日）はイギリス・ロンドンから1875年3月23日に来日した英語教師。日本における近代スポーツの父とされ、陸上競技やボート、野球といった競技の普及に努めた。スポーツマンシップを説き、学生に課外活動としてスポーツに取り組ませることで、今日の日本の学校において一般化している「部活動」や「運動会」といった活動の礎を築いた。著書『アウトドア・ゲームズ』は日本初のスポーツガイドブックである。ストレンジの半生は長らく不明とされてきたが、高橋孝蔵や渡辺融らの継続的な調査によって2007年頃、明らかとなり、2008年日本体育学会にて発表された。

## 経歴

### 訪日前
フレデリック・ウィリアム・ストレンジは1853年10月29日、ロンドン大学の近くでパブを営んでいたワイン商の父ジェームス・トンプソン・ストレンジと母マーサの間に8人兄弟の五男として生を受けた。元数学教師であったジェームスは息子達の教育に熱心で、ストレンジは7歳の頃、次兄のオーランド・ベイリーと共にロンドン北西地区ハムステッドの寄宿舎付きのチェリトン・ハウス・スクールへ出された。14歳で同校を卒業したストレンジは1868年に飛び級で自宅近くのユニヴァーシティ・カレッジ・スクール（ロンドン大学）へ入学することになるが、後にストレンジの将来に大きな影響を与えることになる菊池大麓も同じ年に江戸幕府留学生として同校へ留学している。同年秋、ユニヴァーシティ・カレッジ・スクールを中退し、末弟のフランク・ヘースティングとともに親元から離れたケント州東部のターネット・カレッジエート・スクールへ転校した。在学中にCOP（The College of Preceptors）の教員認定試験とオックスフォード大学のOUDLE（The Oxford University Delegacy of Local Examinations）試験に合格を果たし、準学士の称号を獲得した。
1869年の父の死に伴い、1870年後半にはターネット・カレッジエート・スクールを中退して実家に戻り、父の後を継いでワイン商となった長男ジェームス・ウォルターを手伝うこととなった。また、一家は父が残した8,000ポンド（現在の価値で約1億1000万円）の資産を元にテムズ河畔のチジックに転居した。17歳になったストレンジはここで家業の傍らテムズ河で活動するローイング・クラブに所属し、ボート競技に関する素養を育んだとされている。

### 訪日
この頃から1875年の訪日まで、ストレンジに関する記録は残されていないが、高橋孝蔵は自著『倫敦から来た近代スポーツの伝道師』において、1872年の岩倉使節団の訪英及びイギリス国内の日本ブームという歴史的な背景と、1870年に再度渡英してユニヴァーシティ・カレッジ・スクールを首席で卒業し、ケンブリッジ大学へ入学を果たした菊池大麓が大学のローイング・クラブに所属していたという事実から、テムズ河でローイング・クラブに所属していたストレンジとなんらかの邂逅があり、来日を決断させるに至ったのではないかと推察している。
1875年3月23日、21歳になったストレンジは英国汽船オリッサ号に乗り横浜港へ到着すると、同年4月、一ツ橋の東京英語学校での職を得る。月給は100円と他のお雇い外国人と比較すると最も安いが、それでも当時の日本人教員の月給（5円から10円）と比べればかなりの高給であった。当時の資料では同校の英語教師の他に東京大学予備門の英語や数学も担当したとされている。
駅伝の命名者として知られるスポーツ指導者の武田千代三郎はストレンジの教鞭を受けた一人であり、ストレンジの人物像について「ストレートな物言いで口は悪いが生徒には慕われる先生であった」と振り返っている。

### スポーツ活動
授業の傍ら、ストレンジは東京大学予備門の学生たちに熱心にスポーツを教え、同時に自身も複数の外国人スポーツクラブの会員となり、様々な大会や競技会に参加している。東京アマチュア競技協会の記録によれば、来日した翌1876年のクリケットボール投げと1マイル競走で優勝しており、その翌年にはハンマー投、棒高跳びで2位になるなどしている。また、私生活ではこの頃出会ったエディス・ドワイト・サンフォードと1882年に結婚し、間に男女一人ずつの子供を授かっている。
ストレンジの草の根的なスポーツ奨励活動はやがて実を結び、1883年6月16日、ストレンジ主催で東京大学と予備門合同の陸上運動会が開催されるに至った。第1回の競技種目は100ヤード競争、220ヤード競争、440ヤード競争、ハードルレース、走り高跳び、走り幅跳び、棒高跳び、ハンマー投げ、砲丸投、クリケットボール投げなど、陸上競技の三要素を全て含んだ本格的なものであった。この大会は年を重ねるごとに人気を博し、やがて全国の学校へと広がっていくこととなった。武田千代三郎はストレンジが興した東大運動会が日本で初めての運動会であったと語っているが、実際には築地の海軍兵学寮の競闘遊戯会（1874年）、札幌農学校の遊戯会（1878年）など、同様の趣旨の大会は散発的に開催されていた。また、ボートの分野では学生にボートのルールや技法を伝えるだけでなく、継続して活動・定着化できるような組織作りに貢献し、1884年には日本初の学生レガッタである「東京大学走舸組競漕会」を開催している。

### 死去

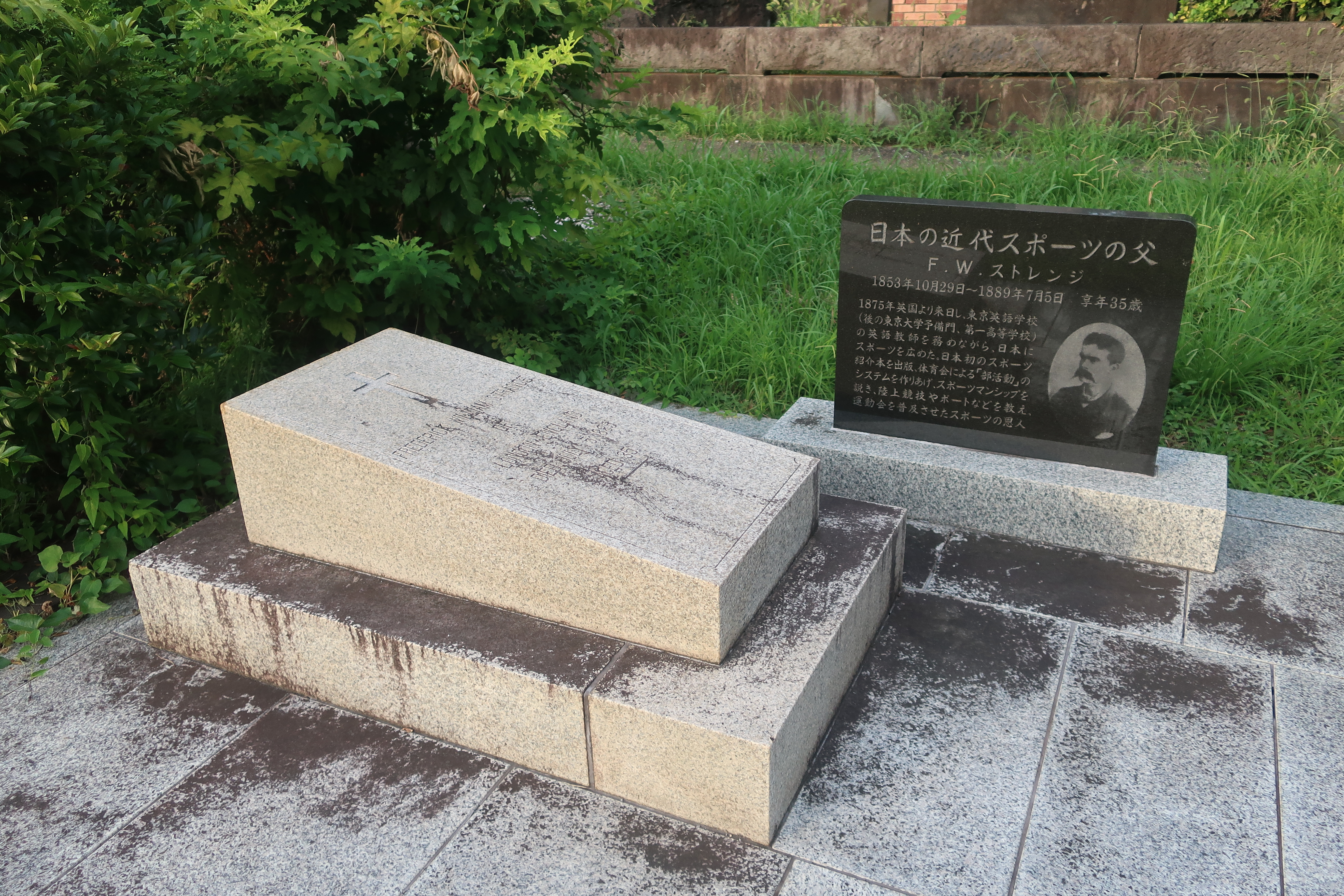
F.W.ストレンジの墓（青山霊園）

スポーツ文化の普及に対する貢献が評価されたストレンジは1888年4月27日、34歳で勲五等双光旭日章を授与されるに至ったが、翌1889年7月5日、突然の心臓発作に見舞われ、死去した。34歳没。その死は葬儀の様子と共に英字新聞を含めた各新聞で驚きと悼みを持って伝えられた。
ストレンジの墓所は青山霊園に建立されており、日本陸上競技連盟が墓所管理を行っている。2013年にはストレンジの生誕160周年という節目の年を迎えた為、日本陸上競技連盟主催で墓前祭を執り行った。

## 部活の創設
ストレンジは今日、日本全国の学校で定着している部活動を開祖した人物として知られている。アメリカ人教師ホーレス・ウィルソンによって日本にもたらされたベースボールというスポーツは当時の学生の間でも人気を博し、ストレンジの勤める東京英語学校の隣にあった開成学校などでは定期的に試合が開催されていた。クリケットの名手でもあったストレンジはこのスポーツに大変興味を示し、第一高等中学校に改編された1886年4月に学生有志を集めて法学部ベースボール会と工部大学校ベースボール会を創設した。同年7月には東京大学にて心身を鍛錬し、相互の親睦を図ることを目的とした運動会を組織し、同会を頂点として競技毎の各部を傘下とした組織構造を作り上げた。これを契機として他の学校でも体育会や校友会といった名称で同様の組織が設立されるに至った。『東京大学百年史』ではストレンジのこうした活動について「英国流のスポーツ、特にボートと陸上競技の指導にあたり、帝国大学運動会の創立に貢献した功に報いるため、明治二十年九月二十九日、金百円を報酬として贈った」と記されている。また、菊池は自身のスピーチの中でストレンジについて「大学の運動会の成立に最も力を尽くした男」と評価している。

## 著書
ストレンジが執筆した『アウトドア・ゲームズ』は1883年に丸善から刊行された書籍であるが、同年の第一回東大運動会の入賞者賞品としても配布されており、ストレンジが企画したこの大会にあわせて執筆したと考えられている。序文で「日本でグラウンドが利用されないのは、学生たちがスポーツやゲームを知らないからであり、当書は戸外で楽しめるスポーツやゲームを紹介することを目的としている」と記されている通り、ホッケー、フットボール、クリケット、テニス、野球、陸上競技、蛙飛びなど、グラウンドで実施できるスポーツやゲームがそのルールとともに12種目紹介されている。これは日本初のスポーツガイドブックとされ、大きな反響を呼んだ。これを契機として遊佐盈作『新撰小学体育全書』、下村泰大『西洋戸外遊戯法』、坪井玄道『戸外遊戯法』など、『アウトドア・ゲームズ』に影響を受けた日本人の手によるスポーツ入門書が相次いで刊行された。

## お雇い外国人との違い
ストレンジは日本の近代化を推進するため日本政府が各国から招聘したお雇い外国人と混同されがちになるが、ストレンジは契約上在日外国人として東京英語学校と契約を交わしており、自腹で渡航費用を負担し、来日していたと考えられている。1873年（明治6年）に日本政府が公簡した「外国教師雇入心得」では海外から招聘する場合は2年、日本に在留している外国人を雇用する場合は半年の試用期間の後、1年の雇用契約を締結して良いと明記されており、東京英語学校校長が文部大輔宛に提出したストレンジの雇入伺書の契約期間が半年であったことがその理由となっている。

## 評価
- 服部一三（東京英語学校校長）
  - 「その外、外人が幾人もいたが、その中で最も記念すべきことを残したのは、英国人のストレンヂと云ふ人でこの人は競技が好きでボートレースとか陸上競技などは皆この人が始めたんで、盛に奨励して皆にやらしたもんぢゃが、その前には開成学校などにもそんな事は無かったよ。まあこの人は日本の運動競技界の鼻祖とも云ふ可きぢゃね」[39]
- 三宅雪嶺（大正時代のジャーナリスト）
  - 「外国流の運動は大学で数学受持ちのウイルソンが世話したこともあるが、それよりは東京英語学校、後の大学予備門の教師ストレンジといふのがあり、これが熱心に教へ、そこで学んだのが大学に入って運動を盛にしたことになる。このストレンジは顔が一種特別で、名詮自性、人にストレンジと呼ばれ、自らストレンジをもって居ったほどであり、本式の課業よりも外国流の運動を日本に適用したといふストレンジな業績がある」[40]